# Etil amina
Etil amina é o composto orgânico de fórmula CH3CH2NH2.